# تريفوس (أيتوليا كي أكارنانيا)
تريفوس (Τρύφος) هي مدينة في أيتوليا كي أكارنانيا في مقاطعة كينتريكي إلادا في اليونان.